# Crysencio Summerville
Crysencio Jilbert Sylverio Cirro Summerville (Roterdão, 30 de Outubro de 2001) é um futebolista holandês que atua como ponta. Atualmente é jogador do West Ham United.

## Carreira

### Feyenoord
Nascido em Roterdão, filho de pais afro-surinamenses, Summerville jogou na base do RVVV Noorderkwartier antes de ingressar na academia do Feyenoord em 2008. Em março de 2018, ele assinou seu primeiro contrato profissional com o Feyenoord; um contrato com duração até o verão de 2021.

#### Dordrecht
Em 12 de dezembro de 2018, ele se juntou ao FC Dordrecht por empréstimo até o final da temporada 2018-19. Ele fez sua estreia na Eerste Divisie pelo Dordrecht em 13 de janeiro de 2019 em um jogo contra o Den Bosch, como substituto de Oussama Zamouri aos 70 minutos. Em 29 de janeiro de 2019, ele fez sua estreia como titular do clube, marcando seu primeiro gol como jogador profissional de futebol aos seis minutos.

#### ADO Den Haag
Em agosto de 2019, ele se juntou ao time da Eredivisie ADO Den Haag por empréstimo. Ele fez sua estreia pelo clube em 31 de agosto de 2019 em uma vitória por 1–0 contra o VVV Venlo em uma vitória por 1–0. Em 26 de outubro de 2019, ele marcou seu primeiro gol na Eredivisie pelo ADO Den Haag em uma vitória por 2–0 contra o Vitesse Arnhem, tornando-se o mais jovem artilheiro do clube na Eredivisie. Ele impressionou pelo clube durante sua passagem, marcando dois gols e ganhando três assistências para o time.
Ele retornou ao Feyenoord no final de seu período de empréstimo antes da temporada 2020-21 da Eredivisie, com a Voetbal International relatando em 17 de agosto de 2020 que Summerville havia recusado uma nova oferta de contrato estendido no Feyenoord.

### Leeds United
Em 16 de setembro de 2020, Summerville ingressou no Leeds United por uma taxa não revelada, assinando um contrato de três anos.
Estreou-se em 17 de setembro de 2021, contra o Newcastle United, pela Premier League, entrando no lugar de Raphinha aos 67 minutos.
Em agosto de 2022, Summerville fechou um novo contrato com o Leeds até 2026.
Em 23 de outubro de 2022, Summerville marcou seu primeiro gol na Premier League em uma derrota por 3–2 contra o Fulham no Elland Road. Em 29 de outubro, ele marcou o gol da vitória aos 89 minutos em uma vitória por 2–1 sobre o Liverpool, tornando-se a primeira vitória de seu clube em Anfield desde abril de 2001, encerrando simultaneamente a sequência invicta de 29 jogos do Liverpool em casa na Premier League. Em 5 de novembro de 2022, ele marcou outro gol da vitória no final para dar ao Leeds uma vitória de 4–3 em casa contra o Bournemouth. Seu gol na derrota do Leeds por 4–3 fora de casa para o Tottenham Hotspur em 12 de novembro elevou a contagem da liga de Summerville para quatro gols em quatro jogos consecutivos, enquanto a Premier League entrava em hiato para a Copa do Mundo. No entanto, ele não conseguiu marcar novamente nem na liga nem na copa pelo resto da temporada e foi frequentemente substituído ou, quando não estava no time titular, geralmente entrava como substituto direto de Brenden Aaronson no segundo tempo; o Leeds United sofreu com a má forma durante este período e, consequentemente, foi rebaixado da Premier League.[carece de fontes?]
Summerville marcou dois gols em um período de oito minutos em Carrow Road em uma vitória por 3–2 no final do jogo em 21 de outubro de 2023. Esta foi a primeira vez desde maio de 2021 que o Leeds teve três vitórias consecutivas e os levou para o terceiro lugar no campeonato. Ele seguiu isso sete dias depois com outro par de gols, ambos marcados no primeiro tempo, na vitória do time em casa por 4–1 sobre o Huddersfield. Summerville provou ser ainda mais fundamental para o lado do Leeds, onde, após uma assistência para Joël Piroe na vitória por 2–1 contra o Plymouth em 11 de novembro de 2023, ele teria uma contribuição de gol em cinco jogos consecutivos. Em 2024, o Leeds teve uma sequência invicta de 16 jogos, na qual Summerville jogou todos os jogos, terminando em uma derrota por 2–1 para o Coventry em abril. Depois, o Leeds entrou em uma série de má forma, conseguindo apenas uma vitória em seis jogos, uma vitória no Middlesbrough, onde Summerville marcou dois gols e uma assistência em um placar dramático de 3–4. O Leeds terminou em terceiro na campanha, com Summerville nomeado o Jogador do Campeonato da Temporada e uma vaga no Time do Campeonato da Temporada no EFL Awards de 2024.
Na partida de volta da semifinal do play-off da EFL Championship, ele marcou o quarto gol em uma goleada por 4–0 no Elland Road contra o Norwich em 16 de maio. Após a vitória, o Leeds avançou para a final do play-off, onde perdeu por 0–1 para o Southampton no Wembley em 25 de maio, pondo fim às esperanças de um retorno à Premier League. Terminou a temporada com 21 gols e 10 assistências em 49 jogos, alcançando o estatuto de melhor marcador dos Whites.

### West Ham United
Em 3 de agosto de 2024, Summerville se juntou ao clube da Premier League West Ham United por uma taxa superior a £25 milhões. Ele assinou um contrato de cinco anos com opção para um sexto ano. Ele fez sua estreia no West Ham em 17 de agosto, entrando como substituto de Jarrod Bowen aos 73 minutos em uma derrota em casa por 2–1 para o Aston Villa. Seu primeiro gol pelo West Ham veio em 27 de outubro, o primeiro gol em uma vitória por 2–1 contra o Manchester United.

## Carreira internacional
Nascido nos Países Baixos, Summerville é descendente de surinameses. Ele venceu o Campeonato Europeu de Futebol Sub-17 de 2018 com a seleção holandesa de futebol sub-17, marcando um gol na partida do grupo contra a Alemanha e aparecendo como substituto na final contra a Itália.

## Títulos

#### Países Baixos Sub-17
- Campeonato Europeu de Futebol Sub-17: 2018[carece de fontes?]